# Isomycomycin
Isomycomycin ist ein Umlagerungsprodukt des instabilen Mycomycins. Es ist eine mehrfach ungesättigte, konjugierte Carbonsäure und zählt zu den Eninen, Dienen und Polyinen.

## Darstellung
Durch Reaktion mit verdünntem Kaliumhydroxid bei 27 °C lagert sich Mycomycin zu Isomycomycin um. Dabei kommt es zu einer Isomerisierung der Allenstruktur zu einer Dreifachbindung, zu einer Verschiebung der schon vorhandenen Dreifachbindungen und zu einer Isomerisierung der Z-Doppelbindung zu einer E-Doppelbindung. Isomycomycin entsteht als Alkalisalz, die freie Säure kann durch Ansäuern gewonnen werde. Die Isomerisierung funktioniert analog auch mit Lithiumhydroxid oder Natriumhydroxid.

## Eigenschaften
Isomycomycin ist deutlich stabiler als Mycomycin, erst ab 140 °C zersetzt es sich langsam. Es wirkt antibiotisch gegen Mycobacterium tuberculosis, die Wirkung ist aber deutlich schwächer als die von Mycomycin.